# CpG-Oligonukleotid
CpG-Oligonukleotide, auch als CpG-Oligodesoxynukleotide (CpG-ODN) bezeichnet, sind eine Klasse von einzelsträngigen synthetisch hergestellten DNA-Oligonukleotiden, die einen relativ hohen Anteil an CpG-Motiven enthalten.

## Beschreibung

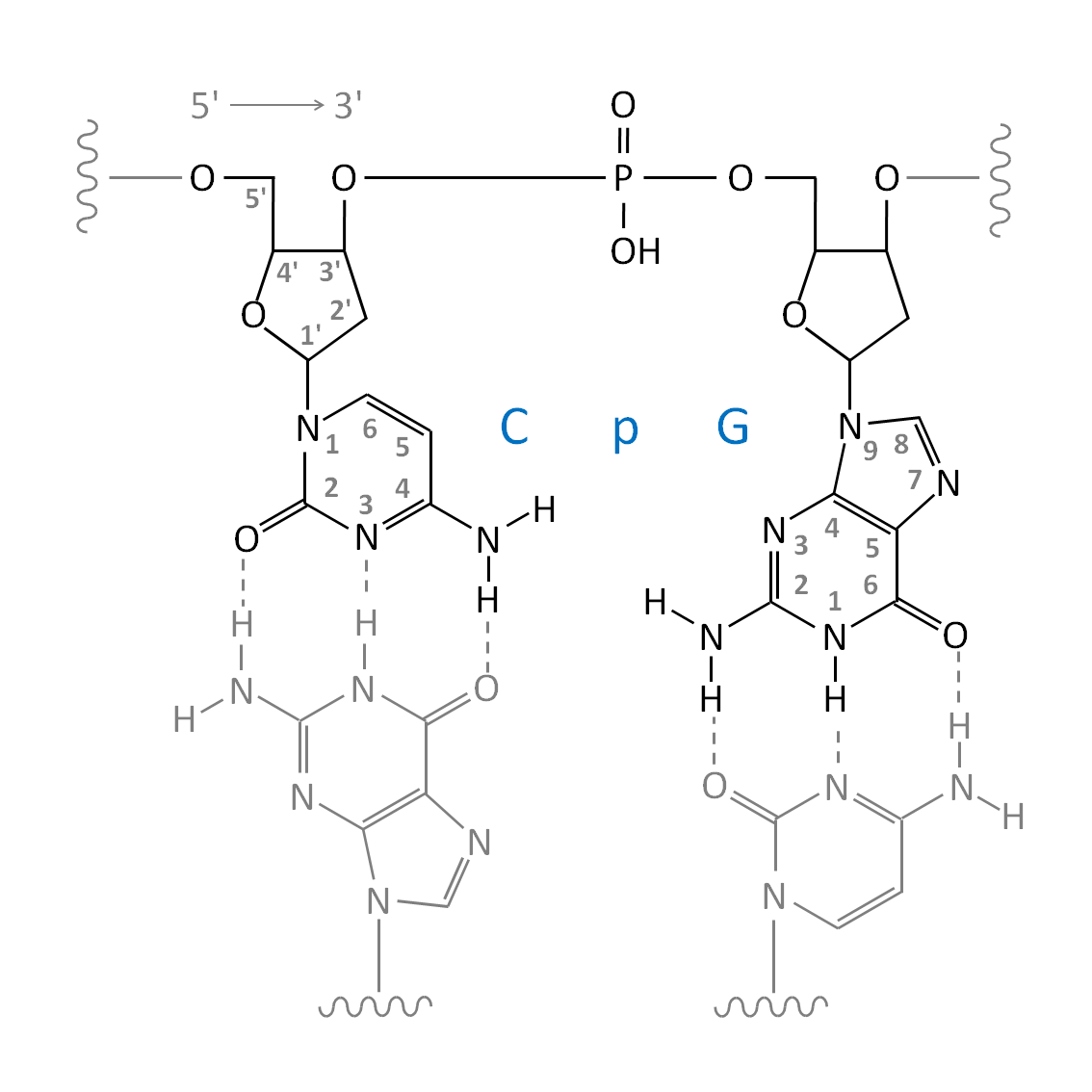
Schematische Darstellung eines CpG-Dinukleotids als Abschnitt eines doppelsträngigen DNA-Moleküls (dsDNA). Das eigentliche CpG-Dinukleotid (5'-Desoxycytidin-Phosphorsäure-Desoxyguanosin-3') auf dem angegebenen Strang („Watson“) ist schwarz dargestellt. Die Basenpaarung zum komplementären Strang („Crick“) ist grau dargestellt. Die Ausrichtung (5'-3'), Nummerierungen und Übergänge zu nicht dargestellten Teilen (Wellenlinien) des dsDNA-Moleküls sind ebenfalls grau dargestellt. Die blaue Markierung von namengebendenTeilen (Cytosin-Phosphat-Guanin) ergibt den Schriftzug „CpG“.

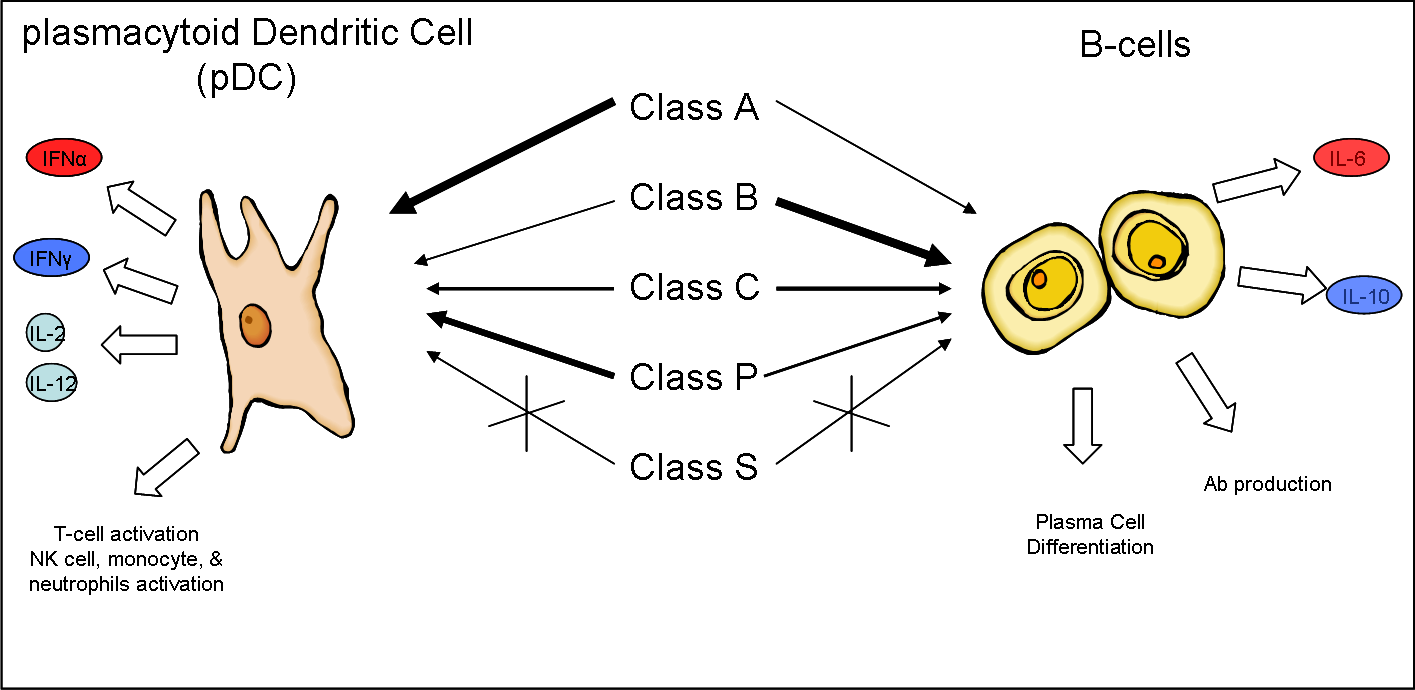
Wirkungen unterschiedlicher CpG-Klassen

Das CpG-Sequenzmotiv ist in der DNA von Wirbeltieren unterrepräsentiert. Nur etwa jedes sechzigstes Dinukleotid ist vom Typ CpG. Der Buchstabe C steht für einen Anteil Desoxycytidin, das p für Phosphat und das G für das Nukleotid Desoxyguanosin. Diese liegen in 5'–3'-Richtung vor.
Bei Wirbeltieren liegt das Cytosin der CpG-Motive zu 60 bis 90 Prozent in methylierter Form vor. Im Genom von Bakterien und Viren ist statistisch gesehen jedes sechzehnte Dinukleotid vom Typ CpG und das Cytosin liegt weitgehend in nicht-methylierter Form vor. Das angeborene Immunsystem der Wirbeltiere verfügt mit dem Toll-like-Rezeptor 9 über einen Rezeptor, der in der Lage ist CpG-Motive in der DNA zu erkennen. Das Protein TLR9 wird vor allem von bestimmten Leukozyten exprimiert. Wird ein CpG-Motiv über diese Protein-DNA-Interaktion erkannt, so wird eine Signalkaskade ausgelöst.
Ein einzelnes CpG-Sequenzmotiv besteht aus sechs Nukleinbasen, wobei in der Mitte die CG-Sequenz steht und die jeweils zwei benachbarten Nukleinbasen beliebig sein können. Beispiel:
5'...GACGTC...3'
In einem CpG-Oligonukleotid wiederholt sich dieses Motiv mehrfach. Die beiden beim Menschen wirksamsten Motive sind:
5'...TCGTT...3' und
5'...TCGTA...3'
während bei Mäusen das Motiv
5'...GACGTT...3'
besonders wirksam ist.

## Anwendungen
Die gezielte Aktivierung von TLR9 durch CpG-Oligonukleotide eröffnet vielfältige Möglichkeiten zur Nutzung dieser Verbindungen um beispielsweise Impfstoffe in ihrer Wirkung als Adjuvans zu verbessern.
Das CpG-Oligonukleotid 1018 wird bei VLA2001, einem COVID-19-Impfstoff in Form eines inaktivierten Virus gegen das Coronavirus SARS-CoV-2 des Herstellers Valneva und im monovalenten Hepatitis-B-Impfstoff Heplisav-B verwendet. Das CpG-Oligonukleotid 7909 wird im Anthraximpfstoff BioThrax verwendet. Das CpG-Oligonukleotid 55.2 wird im COVID-19-Impfstoff Covax-19 neben δ-Inulin als Adjuvantien eingesetzt.
Des Weiteren werden Potenziale im Bereich der Krebsimmuntherapie, zur Bekämpfung von Infektionskrankheiten, sowie Allergien gesehen. In der Tumortherapie verspricht man sich – im Vergleich zur Gabe von Zytokinen – effektivere Anti-Tumor-Antworten bei reduzierter Toxizität.
Im Gegensatz zu CpG-Oligonukleotiden haben Oligodesoxynukleotide mit dem TTAGGG-Motiv eine immunsuppressive Wirkung, indem körpereigene DNA (Eigen-DNA) nachgeahmt wird. Das TTAGGG-Motiv wiederholt sich in den Telomeren der Wirbeltiere von 5' nach 3'. Die Gabe synthetischer TTAGGG-Oligodesoxynuklide (TTAGGG-ODN) ist beispielsweise entzündungshemmend. Diese Verbindungen sind TLR9-Antagonisten.

## Geschichtliches
1984 stellte eine Arbeitsgruppe um den Japaner T. Tokunaga fest, dass die DNA-Fraktion des Bacillus Calmette-Guérin (BCG) ausreicht, um NK-Zellen zu aktivieren und deren Interferon-Produktion zu erhöhen. Im Vergleich dazu war die DNA von anderen Wirbeltieren dazu nicht in der Lage. Die gleiche Arbeitsgruppe identifizierte 1994, dass sogenannte Palindromsequenzen, das heißt spiegelbildliche Sequenzen um ein zentrales Dinukleotid, mit Cytosin und Guanin in der Mitte, für diesen Effekt verantwortlich waren und synthetisch hergestellte Oligonukleotide mit diesem Motiv einen ähnlichen Effekt zeigen können. Der US-Amerikaner Arthur M. Krieg vom Veterans Affairs Medical Center in Iowa City und Kollegen erkannten 1995, dass ein Palindrom für die immunogene Wirkung nicht unbedingt notwendig ist. Die Arbeitsgruppe um Krieg stellte erstmals fest, dass diese Motive bei murinen B-Lymphozyten, sowohl in vitro als auch in vivo deren Proliferation, sowie die Sezernierung von Antikörpern anregt. Bei diesem immunogenen Effekt wurde ein möglicher evolutionärer Link zwischen der Immunabwehr der Wirbeltiere, bei der Erkennung von DNA pathogener Herkunft, und der Unterdrückung des CpG-Motivs in der eigenen DNA vorgeschlagen. Auch die potenzielle Anwendung als Adjuvans beschrieben die Autoren in ihrer Veröffentlichung.